# 戈利亚德 (得克萨斯州)
戈利亚德（Goliad）位于美国得克萨斯州南部，是戈利亚德县的县治。
根据2000年美国人口普查，共有1,975人，其中白人占75.44%、非裔美国人占6.08%。